# Тревор ван Рімсдайк
Тревор ван Рімсдайк (англ. Trevor van Riemsdyk; 24 липня 1991, м. Міддлтаун, США) — американський хокеїст, захисник. Виступає за «Чикаго Блекгокс» у Національній хокейній лізі. 
Виступав за Університет Нью-Гемпшира (NCAA), «Чикаго Блекгокс», «Рокфорд АйсХогс» (АХЛ).
В чемпіонатах НХЛ — 18 матчів (1+0), у турнірах Кубка Стенлі — 1 матч (0+0). 
Брат: Джеймс ван Рімсдайк.
Досягнення
- Володар Кубка Стенлі (2015)